# Омское сельское поселение
О́мское се́льское поселе́ние — муниципальное образование в Омском районе Омской области Российской Федерации.
Административный центр — посёлок Омский.

## История
Статус и границы сельского поселения установлены Законом Омской области от 6 апреля 2010 г. № 1254-ОЗ «О внесении изменений в Закон Омской области „О границах и статусе муниципальных образований Омской области“».

## Население
| 2006  | 2010  | 2011  | 2012  | 2013  | 2014  | 2015  |
| ----- | ----- | ----- | ----- | ----- | ----- | ----- |
| 2050  | ↗2158 | ↗2163 | ↗2214 | ↗2268 | ↗2347 | ↗2375 |
| 2016  | 2017  | 2018  | 2019  | 2020  | 2021  | 2023  |
| ↗2419 | →2419 | ↗2511 | ↘2464 | ↗2482 | ↗4811 | ↗4820 |

## Состав сельского поселения
| № | Населённый пункт | Тип населённого пункта          | Население |
| - | ---------------- | ------------------------------- | --------- |
| 1 | Березянка        | деревня                         | ↗403      |
| 2 | Зеленовка        | деревня                         | ↘127      |
| 3 | Омский           | посёлок, административный центр | ↗4338     |